# Arcidiocesi di Lilongwe
L'arcidiocesi di Lilongwe (in latino: Archidioecesis Lilongvensis) è una sede metropolitana della Chiesa cattolica in Malawi. Nel 2021 contava 1.500.000 battezzati su 6.630.217 abitanti. È retta dall'arcivescovo George Desmond Tambala, O.C.D.

## Territorio
L'arcidiocesi comprende la maggior parte della regione centrale del paese, e precisamente i distretti di Lilongwe, Mchinji, Kasungu, Ntchisi, Dowa, Salima e Nkhotakota.
Sede arcivescovile è la città di Lilongwe, capitale del Malawi, dove si trova la cattedrale di Santa Maria regina dell'Africa, nota come cattedrale di Maula. La città è stata fondata nel 1947, le religioni principali sono il cristianesimo (55% protestanti, 20% cattolici) e l'islam (20%), anche se molti gruppi praticano tuttora culti tradizionali.
Il territorio è suddiviso in 41 parrocchie.

### Provincia ecclesiastica
La provincia ecclesiastica di Lilongwe, istituita nel 2011, comprende le seguenti suffraganee:
- diocesi di Dedza,
- diocesi di Karonga,
- diocesi di Mzuzu.

## Storia
La prefettura apostolica di Nyassa fu eretta il 31 luglio 1889, ricavandone il territorio dal vicariato apostolico del Tanganica (oggi diocesi di Kigoma).
Il 12 febbraio 1897 la prefettura apostolica fu elevata al rango di vicariato apostolico, in forza del breve Ex hac di papa Leone XIII.
Successivamente cedette porzioni del suo territorio a vantaggio dell'erezione di nuove circoscrizioni ecclesiastiche e precisamente:
- la prefettura apostolica dello Shire (oggi arcidiocesi di Blantyre) il 3 dicembre 1903;
- il vicariato apostolico di Banguelo (oggi arcidiocesi di Kasama) il 28 gennaio 1913;
- la missione sui iuris di Lwangwa (oggi diocesi di Mpika) il 26 maggio 1933;
- la prefettura apostolica di Fort Jameson (oggi diocesi di Chipata) il 1º luglio 1937; nel contempo incorporò una porzione di territorio che era appartenuta alla missione sui iuris di Lwangwa;
- la prefettura apostolica di Nyassa settentrionale (oggi diocesi di Mzuzu) l'8 maggio 1947.

Il 12 luglio 1951 assunse il nome di vicariato apostolico di Likuni in forza del decreto Cum in regione della Congregazione di Propaganda Fide.
Il 29 aprile 1956 cedette un'altra porzione di territorio a vantaggio dell'erezione del vicariato apostolico di Dedza (oggi diocesi).
Il 20 giugno 1958 cambiò nuovamente nome in favore di vicariato apostolico di Lilongwe in forza del decreto Cum in regione della Congregazione di Propaganda Fide.
Il 25 aprile 1959 il vicariato apostolico fu elevato a diocesi con la bolla Cum christiana fides di papa Giovanni XXIII. Originariamente era suffraganea dell'arcidiocesi di Blantyre.
Il 9 febbraio 2011 la diocesi è stata elevata al rango di arcidiocesi metropolitana in virtù della bolla Quotiescumque Evangelii di papa Benedetto XVI.

## Cronotassi dei vescovi
Si omettono i periodi di sede vacante non superiori ai 2 anni o non storicamente accertati.
- Joseph-Marie-Stanislas Dupont, M.Afr. † (12 febbraio 1897 - 24 febbraio 1911 dimesso)
- Mathurin Guillemé, M.Afr. † (24 febbraio 1911 - 27 giugno 1934 dimesso)
- Joseph Ansgarius Julien, M.Afr. † (10 dicembre 1934 - 7 dicembre 1950 dimesso)
- Joseph Fady, M.Afr. † (10 luglio 1951 - 6 maggio 1972 dimesso)
- Patrick Augustine Kalilombe, M.Afr. † (6 maggio 1972 - 20 dicembre 1979 dimesso)
- Matthias A. Chimole † (20 dicembre 1979 - 11 novembre 1994 ritirato)
- Tarcisius Gervazio Ziyaye † (11 novembre 1994 succeduto - 23 gennaio 2001 nominato arcivescovo di Blantyre)
- Felix Eugenio Mkhori † (23 gennaio 2001 - 4 luglio 2007 ritirato)
- Rémi Joseph Gustave Sainte-Marie, M.Afr. † (4 luglio 2007 succeduto - 3 luglio 2013 ritirato)
- Tarcisius Gervazio Ziyaye † (3 luglio 2013 - 14 dicembre 2020 deceduto) (per la seconda volta)
- George Desmond Tambala, O.C.D., dal 15 ottobre 2021

## Statistiche
L'arcidiocesi nel 2021 su una popolazione di 6.630.217 persone contava 1.500.000 battezzati, corrispondenti al 22,6% del totale.
| anno | popolazione | popolazione | popolazione | presbiteri | presbiteri | presbiteri | presbiteri                | diaconi | religiosi | religiosi | parrocchie |
| anno | battezzati  | totale      | %           | numero     | secolari   | regolari   | battezzati per presbitero | diaconi | uomini    | donne     | parrocchie |
| ---- | ----------- | ----------- | ----------- | ---------- | ---------- | ---------- | ------------------------- | ------- | --------- | --------- | ---------- |
| 1950 | 68.674      | 500.000     | 13,7        | 39         | 39         |            | 1.760                     |         | 7         | 56        |            |
| 1970 | 175.614     | 1.200.000   | 14,6        | 66         | 11         | 55         | 2.660                     |         | 74        | 126       | 16         |
| 1978 | 257.179     | 1.627.179   | 15,8        | 64         | 15         | 49         | 4.018                     |         | 62        | 102       | 22         |
| 1990 | 482.492     | 2.511.000   | 19,2        | 90         | 32         | 58         | 5.361                     |         | 70        | 158       | 25         |
| 1999 | 446.488     | 4.000.000   | 11,2        | 93         | 42         | 51         | 4.800                     |         | 62        | 210       | 32         |
| 2000 | 567.395     | 4.000.000   | 14,2        | 91         | 41         | 50         | 6.235                     |         | 61        | 215       | 32         |
| 2001 | 561.395     | 3.630.000   | 15,5        | 91         | 40         | 51         | 6.169                     |         | 67        | 224       | 33         |
| 2002 | 595.395     | 3.993.000   | 14,9        | 88         | 36         | 52         | 6.765                     |         | 69        | 238       | 33         |
| 2003 | 598.800     | 3.997.000   | 15,0        | 91         | 39         | 52         | 6.580                     |         | 69        | 244       | 33         |
| 2004 | 774.760     | 4.068.000   | 19,0        | 112        | 60         | 52         | 6.917                     |         | 61        | 263       | 33         |
| 2013 | 1.601.000   | 5.231.000   | 30,6        | 83         | 48         | 35         | 19.289                    |         | 53        | 250       | 36         |
| 2016 | 1.752.000   | 5.726.000   | 30,6        | 109        | 60         | 49         | 16.073                    |         | 65        | 239       | 37         |
| 2019 | 1.925.600   | 6.294.700   | 30,6        | 115        | 71         | 44         | 16.744                    |         | 61        | 270       | 40         |
| 2021 | 1.500.000   | 6.630.217   | 22,6        | 109        | 65         | 44         | 13.761                    |         | 62        | 310       | 41         |